# Arina Tanemura
Arina Tanemura (Aichi, Japó, 12 de març de 1978) és una dibuixant de manga shojo. Les seves obres són publicades a la revista Ribon.

## Obres
- I.O.N (1997)
- Kamikaze Kaito Jeanne (1998-2000)
- Kanshakudama no Yuutsu (1998)
- Time Stranger Kyoko (2000-2001)
- Full Moon o Sagashite (2002-2004)
- Shinshi Dōmei Cross (2004-2008)
- Zettai Kakusei Tenshi Mistress Fortune (2008)
- Sakura Hime Kaden (2009-)
- Umi no Chikyuugi Nocturne
- Neko to Watashi no Kinyoubi

Artbooks
- Kamikaze Kaito Jeanne - Illustrations Collection
- Full moon wo sagashite - Illustrations Collection

## Curiositats
- El seu grup sanguini és A
- El seu signe zodíac és pisces